# Hofje van Heythuysen
Het Hofje van Heythuysen is een hofje in Haarlem aan de Kleine Houtweg 135.

## Geschiedenis
Het Hofje van Heythuysen is gesticht in 1650 uit de nalatenschap van de op 4 of 6 juli van datzelfde jaar overleden Willem van Heythuysen, een ongehuwde rijke Haarlemse textielhandelaar, geboren tussen 1585 en 1590. Zijn zuster was de enige erfgenaam van zijn vermogen en hij had bepaald dat na haar dood een hofje gesticht moest worden van het geld dat dan nog over zou zijn. Omdat ook de zuster al heel snel overleed werd nog in 1650 met de bouw begonnen.
Het hofje ligt nabij de Haarlemmerhout waar Willem van Heyhuysen het landgoed Middelhout bezat. Het lag bij stichting als een van de weinige hofjes buiten de vestingwerken van Haarlem. Een deel ervan, waaronder het kleine torengebouw, bestond al sinds 1600, dus een halve eeuw voordat het hofje werd opgericht. Latere delen dateren uit het stichtingsjaar 1650 (aan de Kleine Houtweg) en uit 1755 (aan het gangetje naar de Spijkermanslaan). In tegenstelling tot de meeste hofjes is het niet gebouwd rond een binnentuin. Het hofje is T-vormig en de tuin ligt naast het hofje.
Het Hofje van Heythuysen werd vanaf de stichting gemengd bewoond door mannen en vrouwen. Zes woningen konden bewoond worden door echtparen, maar al na korte tijd woonden er alleen nog vrouwen, net als in de andere hofjes in Haarlem.
In 1985 vond een restauratie plaats. Er zijn negen woningen, elk ongeveer 35 m² groot. Ze zijn bestemd voor vrouwen en mannen met een smalle beurs. Twee van de huisjes zijn in 2003 samengevoegd tot één.

## Schilderij van Willem Heythuisen

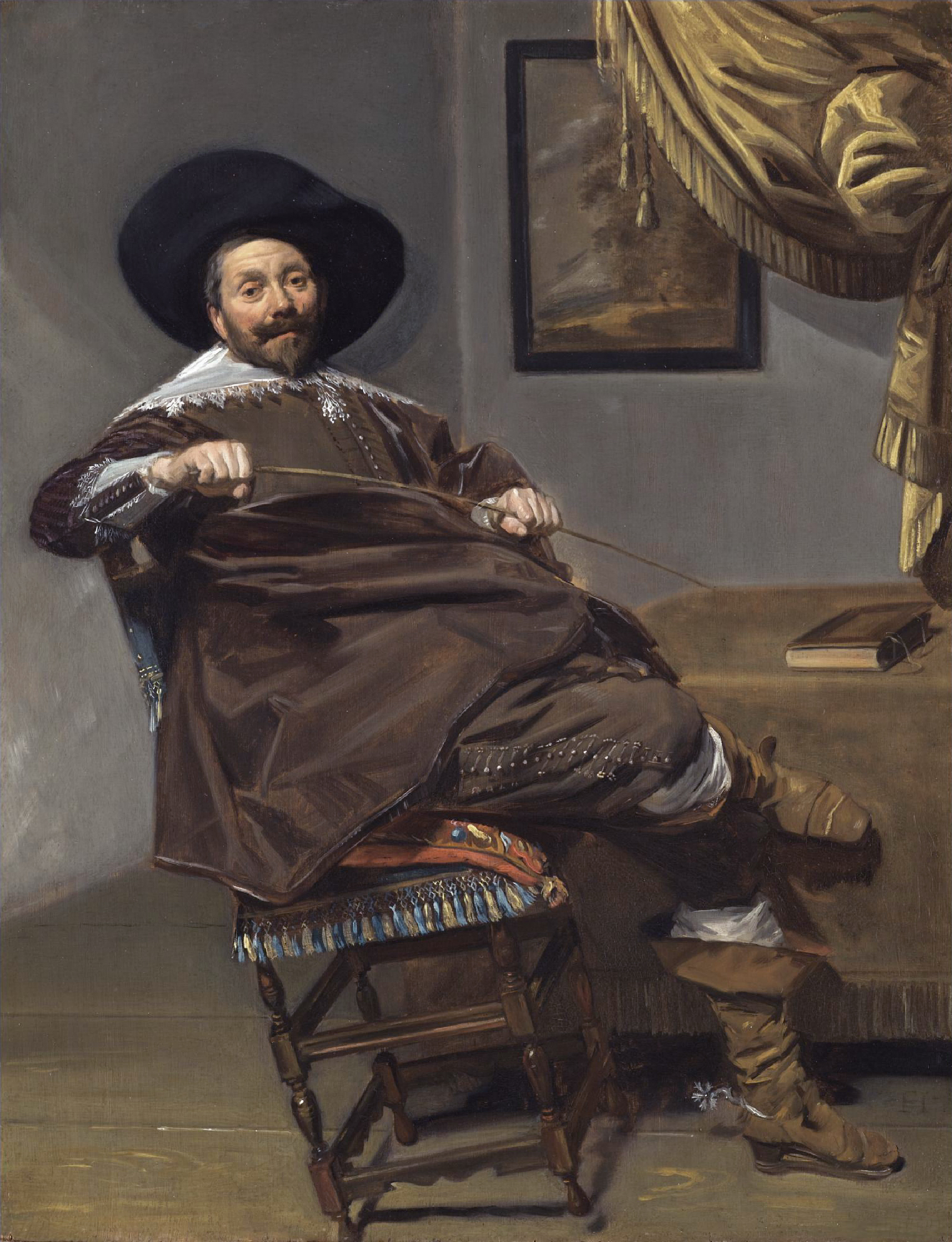
Willem Heythuysen door Frans Hals, 1634

In de regentenkamer van het hofje hing een schilderij van Willem Heythuysen, dat in 1634 was vervaardigd door Frans Hals. Die heeft hem tweemaal geportretteerd. Het eerste portret, uit 1625, kwam uit Heythuysens nalatenschap en vond via de 18e-eeuwse jurist Gerrit Willem van Oosten de Bruijn en het vorstenhuis van Liechtenstein een plek in de Alte Pinakothek in München.
In het begin van de 19e eeuw werd Hals' tweede portret van Heythuysen uit 1634 door de regenten van het hofje voor circa 150 gulden verkocht aan een handelaar in Amsterdam. Het schilderij kwam in 1869, na een veiling in Parijs, voor 4124 gulden terecht in de collectie van de familie Rothschild. In juli 2008 kwam het onder de hamer bij veilinghuis Sotheby's. Het bracht bijna 9 miljoen euro op.